# Erwählung
Erwählung bezeichnet das Auswählen bestimmter Menschen durch Gott für bestimmte Dienste oder für die Errettung. Dieser zentrale Ausdruck der jüdischen, christlichen und islamischen Glaubenssprache wird kaum in nichtreligiösen Zusammenhängen verwendet; dort ist eher von Wahl oder Auswahl die Rede.

## Erwählung im Alten Testament
Im Alten Testament erscheint Erwählen als Handlung Gottes, die diesem eigentümlich ist und ihn als Gott der personalen Beziehung und der Geschichte kennzeichnet. Durch Erwählung entscheidet sich Gott für einen Menschen bzw. ein Volk aus vielen, bindet sich an diesen/dieses und definiert sich als „dessen“ Gott auch auf die Gefahr hin, dass die Erwählten untreu werden. Oft wird folgender Abschnitt zitiert:
Denn du bist ein heiliges Volk dem HERRN, deinem Gott. Dich hat der HERR, dein Gott, erwählt zum Volk des Eigentums aus allen Völkern, die auf Erden sind. Nicht hat euch der HERR angenommen und euch erwählt, weil ihr größer wäret als alle Völker – denn du bist das kleinste unter allen Völkern –, sondern weil er euch geliebt hat und damit er seinen Eid hielte, den er euren Vätern geschworen hat. (5. Mose 7,6-8 )
Schon die Erschaffung der Welt kann als Erwählung gedeutet werden: Wahl des geordneten Seins aus der Grenzenlosigkeit des Chaos; Wahl des Menschen als Entscheidung Gottes gegen seine eigene „Einsamkeit“.
Die Erwählungsgeschichte Israels, die dann auch von Christen und Muslimen als eigene übernommen wurde, beginnt mit dem Ruf an Abraham, aus seiner Heimat wegzuziehen und sich auf den Weg ins Land der Verheißung („Gelobtes Land“) zu machen, wo seine Nachkommenschaft ein großes Volk der Erwählung und ein Segen für alle Völker sein werde.
Die (nicht in Frage gestellte) Erwählung Israels wird zum Grund schärfster prophetischer Kritik am sozialen und religiösen Gemeinschaftsleben ihrer Zeit.
Im Babylonischen Exil wird Israel sich seiner Besonderheit in der Situation der Diaspora bewusst und vertieft den Erwählungsglauben.

## Erwählung im Neuen Testament
Der Begriff „Erwählung“ steht im Neuen Testament mehrmals in Verbindung mit dem Begriff „Berufung“. In der Dogmengeschichte wurde er oft mit der Vorstellung der „Vorherbestimmung“ verknüpft. Wenn der Blick besonders auf den Begriff „Erwählung“ in den Schriften des Neuen Testaments gerichtet wird, so erscheint darin Jesus Christus selbst als der Erwählte, indem etwa der beim Propheten Jesaja erwähnte „Knecht“ und „Auserwählte“ Gottes (Jes 42,1 ) auf Jesus bezogen wird (Mt 12,18 ).
Wenn die Erwählung Anhänger Jesu betrifft, so geht es oft um bestimmte Aufgaben, etwa bei der Wahl eines Ersatzapostels (Apg 1,24 ). Daneben gibt es auch eine Erwählung für die Errettung (z. B. Eph 1,4 ), diese aber immer in der Mehrzahl. Der Calvinismus betrachtet diese Erwählung als „bedingungslos“ (engl. „unconditional“), also ohne dass die Erwählten besondere Voraussetzungen mitbringen. Ein „Auswählen“ kann aber auch auf Bedingungen beruhen, so wie die Berufung eines Fußballers in eine „Auswahl“ – hier werden die besten Spieler gewählt.
Der von Franz Graf-Stuhlhofer geprägte Begriff „kollektive Erwählung“ bedeutet, dass Gott den Plan für eine Gemeinschaft von Jesus-Anhängern schon vor langer Zeit fasste, ohne aber festzulegen, welche Individuen dazugehören sollen. Der Beitritt zu dieser Gemeinschaft, indem Menschen sich Jesus anvertrauen, bleibt dann der Entscheidung des einzelnen Menschen überlassen.
Gegen das calvinistische Verständnis von Erwählung wird oft auf den universalen Heilswillen Gottes verwiesen (wie er z. B. in 2 Petr 3,9  zum Ausdruck kommt).

## Erwählung dogmengeschichtlich
In der Theologiegeschichte wurde Erwählung aus einer Erzählfigur mehr und mehr zu einem Begriff der Lehre. Bei Augustinus und den ihm folgenden christlichen Denkern taucht die Vorstellung von einer göttlichen unwiderstehlichen Erwählung (nun lateinisch als praedestinatio, deutsch Vorherbestimmung bezeichnet) auf. Eine solche steht in Widerspruch zu menschlicher Mitwirkung, zu Schuld und Verantwortung.
Im 16. und 17. Jahrhundert kam es bei diesem Thema zu einem konfessionellen Unterscheidungsmerkmal zwischen Lutheranern und Calvinisten.
In der Entstehung und im Selbstbewusstsein der Vereinigten Staaten von Amerika spielen religiöse Motive, die um die alttestamentliche Erwählungsvorstellung kreisen („God's own country“), eine zentrale Rolle.
In der Theologie Karl Barths ist Erwählung ein Schlüsselbegriff.

## Einzelbelege
1. ↑  Franz Graf-Stuhlhofer im Vorwort „Warum Christen verschiedener Meinung sind“ zu Streitenberger: Die fünf Punkte, 2011, S. 10.